# Trhové právo
Trhové právo bylo ve středověku právo, které povolovalo pořádat trhy. Bylo udělováno městům a městečkům (tímto právem se městečka lišila od vesnic). Uděloval jej stejně jako jiná městská práva panovník nebo u poddanských měst majitel.